# الحدبة (الديس)

تعديل مصدري - تعديل

الحدبة هي إحدى قرى عزلة الديس بمديرية الديس التابعة لمحافظة حضرموت، بلغ تعداد سكانها 154 نسمة حسب تعداد اليمن لعام 2004.